# Gaitana (sångerska)
Hajtana Essami (ukrainska: Гайта́на Ессамі́, Hajtana Essami; ryska: Гайта́на Эссами, Gajtana Essami), med det internationella artistnamnet GAITANA född 29 september 1979 i Kiev, är en ukrainsk sångerska av brazzaville-kongolesiskt påbrå.

## Biografi
Gaitana föddes i Kiev, men hon flyttade så småningom till Republiken Kongo där hennes far Klaver Essami var född och stannade där i fem år. Hon flyttade tillbaka till Ukraina med sin mor, men hennes far stannade kvar i Brazzaville där han hade sitt företag. Gaitana har en bror som bor kvar med fadern i Kongo.
Gaitana spelade saxofon när hon var ung och gick på en musikskola. Hon skriver och komponerar sina låtar själv. Hon sjunger på ukrainska, engelska och ryska.

## Karriär
Gaitana har släppt fler än 20 musikvideor under sin karriär som i Ukraina pågått sedan det tidiga 00-talet. Hon har bland annat tagit emot priset "Årets kvinnliga sångerska" vid Ukrainian Music Awards.
På ett album har hon samarbetat med Narada Michael Walden, Eric Daniels, Rob Hoffman och Robert Damper. Det spelades in i tre amerikanska städer: San Francisco, Seattle och Los Angeles.

### Eurovision
Den 18 februari 2012 vann hon Ukrainas nationella uttagningsfinal med låten "Be My Guest" och fick därmed äran att representera sitt land i Eurovision Song Contest 2012. Hon har själv skrivit både text och musik till låten. I den nationella finalen hade hon vunnit mot 20 andra bidrag. Hon deltog i den andra semifinalen den 24 maj. Därifrån lyckades hon ta sig vidare till finalen som hölls den 26 maj och där hamnade hon på 15:e plats med 65 poäng.
I november 2023 meddelade Gaitana att samarbetet med Lavina Music holdingbolag avslutats. Sångerskan började ett nytt avsnitt i sitt kreativa arbete.

## Diskografi

### Album
- 2003 - О тебе
- 2005 - Слідом за тобою
- 2007 - Капли дождя
- 2008 - Kукaбaррa
- 2008 - Тайные желания
- 2010 - Только сегодня